# Cepões (Lamego)
Cepões é uma povoação portuguesa do Município de Lamego que foi sede da extinta Freguesia de Cepões, freguesia que tinha 5,40 km² de área e 860 habitantes (2011), e, por isso, uma densidade populacional de 159 hab/km².
A Freguesia de Cepões foi extinta em 2013, no âmbito de uma reforma administrativa nacional, para, em conjunto com as Freguesias de Meijinhos e Melcões, formar uma nova freguesia denominada União das Freguesias de Cepões, Meijinhos e Melcões da qual é a sede.

## População
| População da freguesia de Cepões | População da freguesia de Cepões | População da freguesia de Cepões | População da freguesia de Cepões | População da freguesia de Cepões | População da freguesia de Cepões | População da freguesia de Cepões | População da freguesia de Cepões | População da freguesia de Cepões | População da freguesia de Cepões | População da freguesia de Cepões | População da freguesia de Cepões | População da freguesia de Cepões | População da freguesia de Cepões | População da freguesia de Cepões |
| -------------------------------- | -------------------------------- | -------------------------------- | -------------------------------- | -------------------------------- | -------------------------------- | -------------------------------- | -------------------------------- | -------------------------------- | -------------------------------- | -------------------------------- | -------------------------------- | -------------------------------- | -------------------------------- | -------------------------------- |
| 1864                             | 1878                             | 1890                             | 1900                             | 1911                             | 1920                             | 1930                             | 1940                             | 1950                             | 1960                             | 1970                             | 1981                             | 1991                             | 2001                             | 2011                             |
| 950                              | 800                              | 853                              | 1 025                            | 1 176                            | 1 050                            | 1 218                            | 1 302                            | 1 201                            | 1 139                            | 1 081                            | 1 080                            | 1 003                            | 919                              | 860                              |

No censo de 1864 tinha anexada a freguesia de Melcões, tendo sido desanexada por decreto de 19/05/1890, embora no censo de 1878 figurem como freguesias autónomas
| Distribuição da População por Grupos Etários | Distribuição da População por Grupos Etários | Distribuição da População por Grupos Etários | Distribuição da População por Grupos Etários | Distribuição da População por Grupos Etários | Distribuição da População por Grupos Etários | Distribuição da População por Grupos Etários | Distribuição da População por Grupos Etários | Distribuição da População por Grupos Etários | Distribuição da População por Grupos Etários |
| -------------------------------------------- | -------------------------------------------- | -------------------------------------------- | -------------------------------------------- | -------------------------------------------- | -------------------------------------------- | -------------------------------------------- | -------------------------------------------- | -------------------------------------------- | -------------------------------------------- |
| Ano                                          | 0-14 Anos                                    | 15-24 Anos                                   | 25-64 Anos                                   | > 65 Anos                                    |                                              | 0-14 Anos                                    | 15-24 Anos                                   | 25-64 Anos                                   | > 65 Anos                                    |
| 2001                                         | 164                                          | 140                                          | 438                                          | 177                                          |                                              | 17,8%                                        | 15,2%                                        | 47,7%                                        | 19,3%                                        |
| 2011                                         | 122                                          | 100                                          | 472                                          | 166                                          |                                              | 14,2%                                        | 11,6%                                        | 54,9%                                        | 19,3%                                        |

Média do País no censo de 2001:  0/14 Anos-16,0%; 15/24 Anos-14,3%; 25/64 Anos-53,4%; 65 e mais Anos-16,4%
Média do País no censo de 2011:   0/14 Anos-14,9%; 15/24 Anos-10,9%; 25/64 Anos-55,2%; 65 e mais Anos-19,0%